# Glypta adachii
Glypta adachii är en stekelart som beskrevs av Tohru Uchida 1928. Glypta adachii ingår i släktet Glypta och familjen brokparasitsteklar. Inga underarter finns listade i Catalogue of Life.